# Condado de Oktibbeha
O Condado de Oktibbeha é um dos 82 condados do estado norte-americano do Mississippi. A sua sede de condado é Starkville, que é também a sua maior cidade.
O condado tem uma área de 1197 km² (dos quais 10 km² estão cobertos por água, uma população de 42 902 habitantes, e uma densidade populacional de 36 hab/km² (segundo o censo nacional de 2000). O condado foi fundado em 1826 e recebeu o seu nome a partir da designação homónima dada pelos ameríndios para "rio de sangue" ou "rio gelado".